# Union nationale des syndicats agricoles
Ne doit pas être confondu avec UNSA.
L'Union nationale des syndicats agricoles (UNSA) fut une des principales organisations de défense du monde paysan en France dans la seconde moitié des années 1930.

## La naissance du syndicalisme agricole
En 1868 est créée par des notables d'inspiration catholique la "Société des agriculteurs de France" (devenue en 1886 l' "Union centrale des syndicats agricoles de France") et en 1880 la "Société nationale d'encouragement à l'agriculture", dirigée par d'anciens ministres ; mais ce ne sont pas encore de véritables syndicats, d'ailleurs encore illégaux à ces dates.
Les premiers syndicats agricoles n'avaient qu'un but très restreint : éclairer les agriculteurs sur le choix des engrais industriels ; en 1884 l'autorisation de création de syndicats professionnels permet au syndicalisme, y compris agricole, de se développer légalement.
Les premiers syndicats défendant les intérêts des ouvriers agricoles sont créés en 1908 : le "Syndicat des ouvriers bûcherons du Centre" et le "Syndicat des ouvriers agricoles du Midi".

## Une fédération des syndicats agricoles
Issue de l’Union centrale des syndicats agricoles de France, l’UNSA (Union nationale des syndicats agricoles) a été fondée en 1934 par une équipe d’« hommes nouveaux », par opposition aux dirigeants traditionnels du monde agricole français, ceux des Chambres d’agriculture et de ceux de la vieille « Société des agriculteurs de France » (fondée en 1886) de la rue d’Athènes à Paris. Le siège social est transféré à la fin de l'année 1936 de la rue d’Athènes à la rue des Pyramides, siège de la puissante fédération spécialisée Association générale des producteurs de blé (AGPB). Les animateurs de l'UNSA sont Jacques Le Roy Ladurie, son secrétaire général, le comte Hervé Budes de Guébriant, Louis Salleron, Roger Grand (président jusqu'en 1938), Joseph Boulangé (président en 1938) et Rémy Goussault, délégué général.
Elle entend être l'interlocuteur privilégié de l'État et prétend regrouper 1 200 000 familles paysannes en 1937.
En 1934-35, l'UNSA participe au Front paysan avec le Parti agraire et paysan français (PAPF) et les « Chemises vertes » d’Henri Dorgères.
Par anticommunisme, l'UNSA s'oppose au Front populaire, accusé de préparer l'étatisation de l'agriculture (création de l’Office National Interprofessionnel des Céréales ou ONIC), d’entraîner des désordres (grèves agricoles) et mène la contre-offensive agrarienne dès juillet 1936 : relance du Front paysan, avec le Comité d'action paysanne groupant l'UNSA et les dirigeants des principales associations agricoles centrales et spécialisées.

## L'UNSA sous Vichy
Les thèses corporatistes de l'UNSA annoncent la Corporation paysanne fondée par le régime de Vichy, dont les animateurs sont issus de l'UNSA.

## Sources
- Pierre Cornu, Jean Luc Mayaud, Au nom de la terre: agrarisme et agrariens, en France et en Europe, du 19e siècle à nos jours : actes du 23e colloque de l'Association des Ruralistes Français, Association des Ruralistes Français, Boutique de l'histoire, 2007
- Pierre Miquel, La France et ses paysans, l'Archipel, 2001
- Gilles Morin, Gilles Richard, Les deux France du Front populaire: chocs et contre-chocs, actes du colloque tenu à l'École normale supérieure (Ulm), puis aux Archives nationales, du 4 au 6 décembre 2006, L'Harmattan, 2008
- Isabel Boussard, Vichy & la corporation paysanne, Presses de la Fondation nationale des sciences politiques, 1980